# 杉原厚吉
杉原厚吉（1948年6月29日—）是一名日本数学家和工程师，明治大学教授，东京大学名誉教授。

## 生平
杉原厚吉出生于岐阜县。1971年毕业于东京大学工学部仪表工程学专业，1973年获得东京大学工学系研究科仪表工程学专业硕士学位，工学部助手，7月成为通商产业省电子技术综合研究所研究员，1980年获得东京大学工学博士学位。1981年担任名古屋大学工学部資訊工程學系副教授，1986年任东京大学工学部副教授，1991年成为教授，2001年又成为东京大学的信息理工学系研究科数理情报学专业教授。2009年4月担任明治大学研究·知识产权战略机构特任教授，2019年3月从该大学退休，2019年4月开始是明治大学的研究特别教授。

## 专业研究
杉原厚吉的专业是工程數學、计算几何学。除了普通的图形数理之外，还进行了欺骗画和错觉等非一般图形数理的研究（特别是近年来很多与不可能图形的一种“不可能立体”的实体化相关的研究），自称“图形计算顾问”。